# Гельмут Мольтке (молодший)
Ге́льмут Йога́нн Лю́двіг фон Мо́льтке (нім. Helmuth Johannes Ludwig von Moltke, *25 травня 1848, Герсдорф, Мекленбург — †18 червня 1916, Берлін) — німецький військовий діяч, генерал-полковник, начальник Генерального штабу (1906 — 14 вересня 1914). Племінник прусського генерала Гельмута Карла Бернхарда фон Мольтке.

## Біографія
Гельмут Мольтке народився 25 травня 1848 року в місті Герсдорф у Мекленбурзі.
У 1870 році вступив на службу до гренадерського полку; брав участь у франко-пруській війні. З 1875 по 1878 роки навчався у військовій академії.
Після смерті свого дядька у 1891 році Мольтке став ад'ютантом Вільгельма II. Був командиром бригади, з 1902 року — генерал-лейтенант. У 1904 році призначений генерал-квартирмейстером армії. З 1 січня 1906 року — начальник німецького Генерального штабу.
Вважаючи, що План Шліффена застарів, Мольтке вніс до нього зміни, намагаючись пристосувати до нових умов. Так, два корпуси було перекинуто з Західного фронту на Схід. У вересні 1914 року Мольтке був одним з командувачів битви на Марні. Відомою стала фраза генерала, яку він сказав на полі бою імператору: «Ваша величносте, ми програли війну!» (нім. «Majestät, wir haben den Krieg verloren!»). Внаслідок провалу операції, через два дні після закінчення битви він був відправлений Вільгельмом II у відставку.
У серпні 1915 року Мольтке був нагороджений найвищою військовою нагородою імперії — медаллю «Pour le Mérite», а також підвищений до звання генерала армії.
Гельмут Мольтке помер 18 червня 1916 року в Берліні. Похований на цвинтарі Інвалідів. У 1993 році були вперше опубліковані його мемуари (нім. «Post-mortem-Mitteilungen»).

## Нагороди
- Залізний хрест 2-го класу із застібками «25» і «1914»
- Пам'ятна військова медаль за кампанію 1870-71
- Хрест «За вислугу років» (Пруссія) (1894)
- Столітня медаль
- Королівський орден дому Гогенцоллернів, командорський хрест з короною
- Орден Вюртемберзької корони
- Орден Вендської корони, великий хрест
- Орден Данеброг (Данія)
- Військовий орден Святого Генріха, лицарський хрест
- Орден Чорного орла (1909)
- Орден Червоного орла, великий хрест
- Королівський Вікторіанський орден, почесний лицар-командор (Британська імперія)
- Королівський угорський орден Святого Стефана, великий хрест (Австро-Угорщина)
- Орден Зірки Румунії, великий хрест
- Орден Церінгенського лева, великий хрест
- Залізний хрест 1-го класу
- Pour le Mérite (7 серпня 1915)

## Вшанування пам'яті
- В 1912 року, під час Другої антарктичної експедиції, Вільгельм Фільхнер назвав на честь Фрідріха і Гельмута фон Мольтке нунатак в Антарктиді.